# Centrolene heloderma
Espèce
Synonymes
- Centrolenella heloderma Duellman, 1981

Statut de conservation UICN

 VU  : Vulnérable
Centrolene heloderma est une espèce d'amphibiens de la famille des Centrolenidae.

## Répartition
Cette espèce se rencontre de 1 900 à 2 400 m d'altitude :
- en Colombie dans les départements de Cauca, de Valle del Cauca et de Risaralda sur le versant Ouest de la cordillère Occidentale ;
- en Équateur dans la province de Pichincha sur le versant Ouest de la cordillère Occidentale.

## Description
Les mâles mesurent de 26,8 à 31,5 mm et la femelle 32,3 mm.

## Publication originale
- Duellman, 1981 : Three new species of centrolenid frogs from the Pacific versant of Ecuador and Colombia. Occasional Papers of the Museum of Natural History, University of Kansas, no 88, p. 1-9 (texte intégral).